# Johann Friedrich Mögling

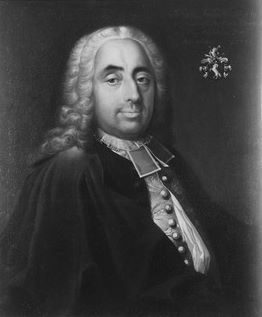
Johann Friedrich Mögling (1739), Gemälde von Wolfgang Dietrich Majer in der Tübinger Professorengalerie

Johann Friedrich Mögling (* 24. Juni 1690 in Tübingen; † 29. Januar 1766 ebenda) war Jurist und Professor der Rechte an der Universität Tübingen sowie Herzoglicher Rat.

## Leben
Johann Friedrich Mögling war 1715 Licentiat der Rechte in Tübingen; 1731 wurde er in Gießen promoviert und wurde dort ordentlicher Professor der Rechte. 1734 wurde er als herzoglich-württembergischer Rat und ordentlicher Professor der Rechte nach Tübingen zurückberufen.

## Familie
Johann Friedrich Mögling stammte aus einer Gelehrtenfamilie: Er war ein Sohn des Johann David Mögling und Bruder des Jacob David  Mögling.